# Trachelipus troglobius
Trachelipus troglobius là một loài chân đều trong họ Trachelipodidae. Loài này được Tabacaru & Boghean miêu tả khoa học năm 1989.